# Виктор Сиднев
Виктор Владимирович Сиднев (на руски: Виктор Владимирович Сиднев) е руски политик и учен.

## Биография
Завършил е Московския физико-технически институт. Кандидат е на физико-математическите науки. Автор е на повече от 30 научни работи в областта на хидродинамиката на плазмата.
Известен е като „магистър“ на руската игра „Какво? Къде? Кога?“ (на руски: „Что? Где? Когда?“) от 2005 г.
Кмет е на град Троицк (тогава в Московска област, сега в Град Москва) от 2003 до 2011 г. На 25 август 2011 г. предсрочно подава оставка като глава на Троицк във връзка с присъединяването на града към Град Москва.
По-късно участва неуспешно в есенните избори за Градската дума (съвет) на Москва през 2014 г. и за Държавната дума на Русия през 2016 г.